# Плисков
Пли́сков (укр. Плисків) — село на Украине, находится в Винницком районе Винницкой области.

## Местная власть
22200, Винницкая область, Винницкий р-н, г. Погребище, ул. Богдана Хмельницкого, 77

## Известные жители
25 ноября 1952 года родился Владимир Мельник — в будущем ректор Львовского университета.